# Mansoa hymenaea
Mansoa hymenaea är en katalpaväxtart som först beskrevs av Dc., och fick sitt nu gällande namn av Alwyn Howard Gentry. Mansoa hymenaea ingår i släktet Mansoa och familjen katalpaväxter. Inga underarter finns listade i Catalogue of Life.

## Bildgalleri

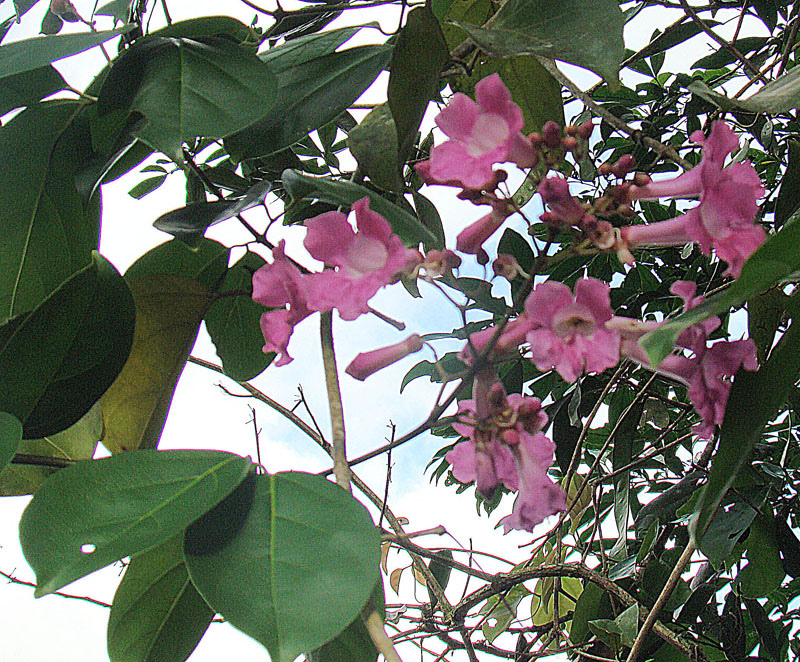